# Verónica Mato
Verónica Leticia Mato Correa, conocida como Verónica Mato, (Montevideo, 5 de noviembre de 1976) es una actriz, dramaturga, directora teatral, gestora cultural y política uruguaya.

## Biografía
Es militante de los derechos humanos e hija de Miguel Mato, detenido desaparecido en la última dictadura cívico militar. 
Mato es egresada de la carrera de actuación de la Escuela Multidisciplinaria de Arte Dramático (EMAD). Realizó un posgrado en Actuación ante cámaras con Margarita Musto. Estudió dramaturgia en el taller de Mauricio Kartun en Buenos Aires.Se formó en gestión cultural en el Centro Latinoamericano de Economía Humana (CLAEH).
Ha dictado talleres de arte escénico y dramaturgia en Uruguay, México, Chile, Argentina, Brasil y Colombia.Asimismo, ha participado de diversos festivales internacionales en países de América Latina:
Desde 2020 es diputada nacional, electa por el partido Frente Amplio.En mayo de ese año se la designó presidenta de la Comisión de Derechos Humanos del Parlamento del Uruguay.

## Obras
- 2007 (texto), 2010 (estreno), Y si él se fue soñando contigo... (dramaturgia, actuación).[10][11]
- 2009, Pátina (dramaturgia, codirección, actuación).[12]
- 2011 (estreno), [Sánchez] do you really want to see me...crying? (dramaturgia, dirección, actuación).[13]
- 2012, 2013 (estreno) Santa Rosa.[14]
- 2014, Yo cual Delmira (creación escénica, dramaturgia, actuación, dirección).[4][15][16][17]
- 2016, Pedro Infante no ha muerto (dramaturgia, dirección).[18]
- 2018, Nosotras en Brum.[19][20][21]

## Premios y reconocimientos
Con su primera obra, Pátina, fue nominada al Premio Florencio 2009 como Revelación y como Mejor texto de Autor Nacional. 
Resultó ganadora del primer premio dramaturgia inédita COFONTE-AGADU 2012 con su obra Santa Rosa.
En 2014 obtuvo una beca otorgada por el Instituto Nacional de Artes Escénicas (INAE).
Su obra Yo cual Delmira fue seleccionada para los Fondos Concursables para la Cultura del Ministerio de Educación y Cultura en la categoría Teatro.
En 2016 su obra Pedro Infante no ha muerto resultó ganadora del fondo Iberescena (para coproducción escénica iberoamericana).